# جولین ایکتوی
جولین ایکتوی (فرانسوی: Julien Ictoi‎؛ زادهٔ ۲۲ مارس ۱۹۷۸) بازیکن فوتبال اهل فرانسه است.

## باشگاهی
از باشگاه‌هایی که در آن بازی کرده‌است می‌توان به باشگاه فوتبال پاری سن ژرمن اشاره کرد.

## تیم ملی
وی همچنین در تیم ملی فوتبال گوادلوپ بازی کرده‌است.